# Wyclife Kinyamal
Wyclife Kinyamal Kisasy (* 2. Juli 1997 im Trans Mara District) ist ein kenianischer Mittelstreckenläufer, der sich auf den 800-Meter-Lauf spezialisiert. Zu seinen größten Erfolgen zählen die Goldmedaillen über 800 Meter bei den Commonwealth Games 2018 und 2022.

## Sportliche Laufbahn
Erste Erfahrungen bei internationalen Meisterschaften sammelte Wyclife Kinyamal bei den ostafrikanischen Juniorenmeisterschaften 2016 in Daressalam, bei denen er die Goldmedaille über 800 Meter gewann. Zwei Jahre später qualifizierte er sich für die Commonwealth Games 2018 im australischen Gold Coast und gewann dort in 1:45,11 min überraschend die Goldmedaille vor dem Briten Kyle Langford. Anschließend siegte er in 1:43,91 min bei der Shanghai Diamond League und wurde beim Prefontaine Classic in 1:46,14 min Dritter. Daraufhin siegte er in 1:44,65 min bei der Golden Gala - Pietro Mennea und gelangte bei den Anniversary Games mit 1:43,12 min auf Rang drei. 2019 siegte er in 1:43,78 min bei der Athletissima in Lausanne und wurde bei den Anniversary Games in London in 1:43,48 min Zweiter. 2020 wurde er bei der Doha Diamond League in 1:45,68 min Dritter und im Jahr darauf siegte er in 1:43,91 min ebendort. Beim British Grand Prix wurde er in 1:44,91 min Zweiter und anschließend siegte er in 1:43,94 min beim Meeting de Paris, ehe er in 1:44,63 min beim Memoriał Kamili Skolimowskiej siegte. 2022 erreichte er bei den Weltmeisterschaften in Eugene das Finale und belegte dort in 1:47,07 min den achten Platz. Anschließend verteidigte er bei den Commonwealth Games in Birmingham in 1:47,52 min seinen Titel.
2023 wurde er bei der Doha Diamond League in 1:46,61 min Zweiter und auch beim Meeting International Mohammed VI d’Athlétisme de Rabat gelangte er mit 1:44,73 min auf Rang zwei. Im Juli siegte er in 1:43,22 min beim Herculis und verpasste als Weltjahresbester eine Individualteilnahme an den Weltmeisterschaften in Budapest. Dort schied er mit der 4-mal-400-Meter-Staffel mit 3:01,41 min im Vorlauf aus und verpasste auch mit der Mixed-Staffel mit 3:15,47 min den Finaleinzug. Im Jahr darauf wurde er bei der Xiamen Diamond League in 1:43,66 min Zweiter, wie auch bei der Diamond League Shanghai in 1:44,88 min. Im August erreichte er bei den Olympischen Sommerspielen in Paris das Halbfinale und schied dort mit 1:45,29 min aus.

## Persönliche Bestzeiten
- 800 Meter: 1:42,08 min, 7. Juli 2024 in Paris
  - 800 Meter (Halle): 1:46,54 min, 6. Februar 2018 in Düsseldorf
- 1000 Meter: 2:15,78 min, 10. August 2022 in Monaco